# دایر لینچ
دایر لینچ (انگلیسی: Daire Lynch؛ زادهٔ ۱۹ ژوئن ۱۹۹۸;) ورزشکار روئینگ اهل جمهوری ایرلند است.
وی در مسابقات کشوری و بین‌المللی در مجموع برندهٔ ۲ مدال برنز شده است.